# Okrajno sodišče v Kočevju
Okrajno sodišče v Kočevju je okrajno sodišče Republike Slovenije s sedežem v Kočevju, ki spada pod Okrožno sodišče v Ljubljani Višjega sodišča v Ljubljani. Trenutni predsednik (2007) je Blaž Volf.